# SJ D (1874)
Die SJ-Baureihe D waren Dampflokomotiven der Schwedischen Staatsbahnen (SJ) für Personenzüge und leichte Güterzüge. Sie hatte die Achsfolge 1'B n2.

## Geschichte
In den Jahren 1874/75 bekamen die SJ neue Lokomotiven für Schnellzüge und Personenzüge von Borsig in Berlin. Die Baureihe D war mit Ausnahme des Treibraddurchmessers und verschiedener Details ähnlich der Schnellzuglok C. Eine etwas geringere Höchstgeschwindigkeit wurde durch die höhere Zugkraft ausgeglichen.
Nach den ersten 18 Lokomotiven von Borsig wurden weitere Exemplare von den schwedischen Lokomotivwerkstätten Nydqvist och Holm in Trollhättan und Motala Verkstad in Motala geliefert.

## SJ Da1 und SJ Da2
Unabhängig von Hersteller und Baujahr erhielten anfangs alle Lokomotiven der SJ einen Namen. Die mit D beginnenden Nummern bezeichneten 1874 und 1875 noch keine Baureihe; jede einzelne Lokomotive wurde zu damaliger Zeit als "eigene Baureihe" geführt. Erst ab 1876 wurden alle Lokomotiven als Baureihe D bezeichnet. Bis 1891 wurden 53 Lokomotiven beschafft. Dabei überschnitten sich verschiedene Umzeichnungen. 1886 erfolgte eine Umbenennung der Baureihe in Da.
1890 wurde die Baureihe nach Anzahl der Heizrohre in die Unterbaureihen Da1 (179–184, 199–214, 238–240, 259, 260, 290–294 und 320–322) und Da2 (182, 239, 323–327 und 347–356) aufgeteilt. Durch Kesseltausch wurde Da1 182 1904 zur Da2 182. Ebenso erging es Da1 239, die zur Da2 239 wurde.
Die meisten Maschinen der Reihe Da1 wurden zwischen 1912 und 1918 außer Dienst genommen. Da1 212 blieb als letzte ihrer Serie bis 1927 einsatzbereit. Erst 1929 wurde sie zur Verschrottung verkauft. Ähnlich ging es den Lokomotiven der Reihe Da2. Hier war die letzte Lok der Baureihe Da2 349, die bis 1925 im Dienst blieb und 1927 verschrottet wurde.
Die Lokomotiven waren mit den Tenderbauarten Ab, C, I und DK im Einsatz.

## SJ Db
1891 beschaffte Statens Järnväger noch einmal drei Lokomotiven, die von Motala Verkstad geliefert wurden. Sie hatten einen völlig anderen Kessel und wurden deshalb als Baureihe Db bezeichnet. Die Letzte dieser Serie, Db 400, wurde 1925 in Örebro verschrottet.

## Verkäufe
MYJ 322: 1911 kaufte die Malmö-Ystads Järnvägsaktiebolag (MYJ) die SJ Da1 322 und bezeichnete sie als MYJ 322. Sie wurde nur ein Jahr eingesetzt und bereits 1912 verschrottet.
BJ A 302: 1916 erwarb die damals größte Privatbahngesellschaft Schwedens, die Bergslagernas Järnvägar, die Lok SJ Da2 324, und zeichnete sie in BJ A 302 um. Sie blieb bis zur Verschrottung 1926 im Einsatz.
MHJ 4: Mjölby–Hästholmen Järnväg (MHJ) kauften 1918 die SJ Da2 351. Mit der Bezeichnung MHJ 4 hatte sie eine Einsatzzeit von etwa zehn Jahren und wurde 1928 verschrottet.
DHdJ 6: Die Dala–Hälsinglands Järnväg (DHdJ) übernahm 1912 mit der SJ Da2 353 eine Lok aus der Serie und bezeichnete sie als DHdJ 6. Die Einsatzzeit der Lok endete 1918.

## Museumslok
Die Lok Da2 347 wurde 1922 abgestellt und für das Järnvägsmuseum in Tomteboda aufbewahrt. Sie gehört heute zum Bestand des Schwedischen Eisenbahnmuseums in Gävle.